# Biografielijst Gy

## Gya
- Christian Gyan (1978-2021), Ghanees voetballer
- Anna Gyarmati (1993), Hongaars snowboardster
- Olga Gyarmati (1924-2013), Hongaars atlete
- Pälden Gyatso (1933-2018), Tibetaans boeddhistische monnik en balling
- Tenzin Gyatso (1935), de veertiende dalai lama

## Gyg
- Gary Gygax (1938-2008), Amerikaans schrijver, spelontwerper en zakenman

## Gyo
- Anett György (1996), Hongaars autocoureur

## Gyr
- Mario Gyr (1985), Zwitsers roeier

## Gys
- Frank Gys (1964), Belgisch politicus
- Pieter Gysel (1980), Belgisch shorttracker
- Bartholomeus Gyseleers-Thys (1761-1843), Belgisch historicus en archivaris
- Erik Gyselinck (1945), Belgisch atleet
- Gregor Gysi (1948), (Oost-)Duits advocaat en politicus

## Gyu
- Dániel Gyurta (1989), Hongaars zwemmer